# Іліодор (Чистяков)
Іліодо́р Чистяко́в (в миру Іоан Чистяков; 25 вересня 1794, село Воскресенське, Калузька губернія, Російська Імперія - 14 лютого 1861, Білгородський Троїцький монастир) — єпископ Російської православної церкви, архієпископ Курський і Білогородський.

## Біографія
Народився бл. 1792 в селі Воскресенському (нині - село Воскресенськ в Кіровському районі Калузької області в родині священика.
Навчався в  Калузькій семінарії. У 1816 році вступив до  Московської духовної академії, яку закінчив у 1820 році зі ступенем магістра богослів'я.
18 вересня 1820 року призначений інспектором і професором Костромської семінарії, а 18 грудня того ж року пострижений в чернецтво.
1 січня 1821 висвячений на ієродиякона, а 2 січня - у ієромонаха.
5 вересня 1822 року призначений інспектором Московської семінарії.
22 серпня 1823 переміщений ректором  Рязанської семінарії і призначений соборним ієромонахом при Московському Донському монастирі.
З 4 травня 1824 року - ігумен Рязанського Богословського монастиря.
22 липня 1825 переведений настоятелем в Рязанський Свято-Троїцький монастир і зведений в сан архімандрита.
З 12 грудня 1827 року - ректор  Новгородської семінарії.
З 1828 року - настоятель Новгородського Антонієвого монастиря (по Строєву в 1828 р. він недовго був архімандритом Рязанського Спасо-Преображенського монастиря і тільки після цього переведений в Новгородський Антонієвський монастир).
13 березня 1832 хіротонізований на єпископа Курського і Білгородського.
Архієрей не користувався великим авторитетом серед вихованців  Курської семінарії. На нього ходило чимало семінарських епіграм, од, сатиричних творів. Однак він не був байдужим і неуважним до успіхів вихованців. Його привели в захват відповіді на іспитах  Михайла Булгакова, майбутнього митрополита. Відразу ж після іспиту архп. Іліодор дізнався про сім'ю обдарованого учня і подбав про його забезпечення. Преосвященний так полюбив Михайла, що навіть брав його на канікули до себе в будинок. Згодом обдарований вихованець Булгаков був посланий для продовження освіти в  Київську духовну академію.
З особливим шануванням і любов'ю ставився до Глинського подвижника старця Феодота Левченка, був до нього дуже уважний і просив молитися за себе.
24 березня 1844 возведений у сан архієпископа. Складався почесним членом конференції Казанської духовної академії.
У 1845 році керував Білгородським Троїцьким монастирем.
З 1847 року - член таємної комісії у справах про розкольників і відступників від Православ'я.
В архівах відзначається, що, отримавши звання члена секретної комісії у справах про розкольників, преосв. Іліодор проявив себе занадто ревним виконавцем, причому не відрізнявся чесністю, а вдавався до жорстокості і хабарництва.
Преосв. Іліодор займався і проповідництвом. Хоча і не відрізнявся особливою силою слова, але твори свої друкував. З усіх виданих його творів архієпископ  Філарет Чернігівський високу оцінку дав лише його "Чотиридесятниці". Інші твори слабкі за думкою і вираженням.
5 листопада 1860 року за проханням звільнений на спокій в Білгородський Троїцький монастир, де і помер 2 лютого 1861 року. Похований під Троїцьким собором Білгорода.

## Праці
- Словесное млеко или собрание слов, две части, 1839 г.
- Собрание слов и бесед, 1839 и 1849 гг.
- Духовное брашно, 1846.
- Духовная вечеря, 1847.
- Святая Четыредесятница, 2 части, 3 издания: 1830, 1842, 1847 гг.
- Слово по освящении трехсвятительского храма при Курском архиерейском доме сентября 26 дня 1851 г. (Христ. чтен. 1851, ноябрь, с. 412—417).
- Поучения на слова Апостола (I Солун. 5, 17-18).
- Христианское чтение, октябрь, с. 379—382).